# Bufet Rohacki

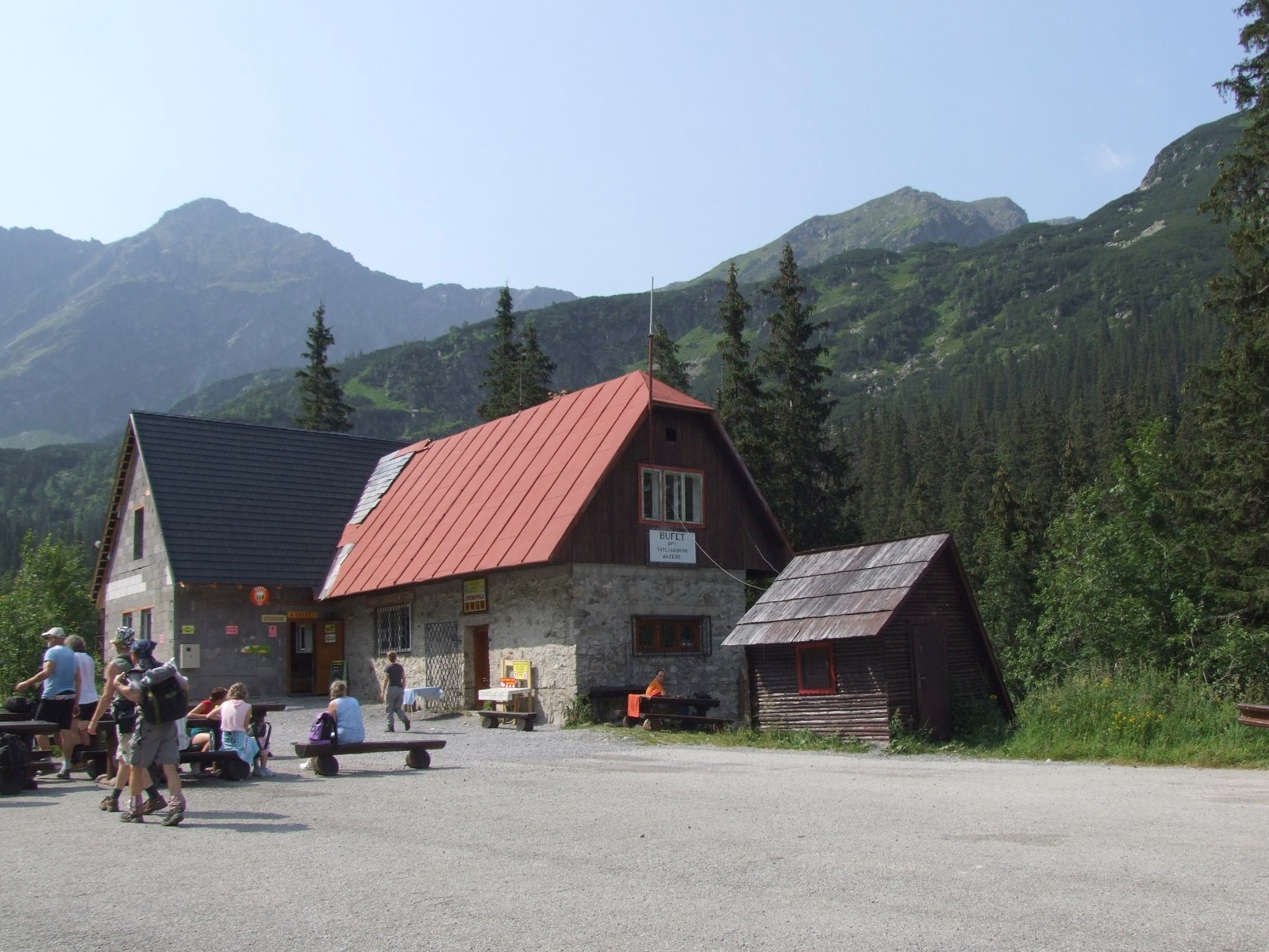
Bufet Rohacki w 2007 roku. Widoczny budynek dawnej narciarni (z czerwonym dachem) oraz nowe, nieukończone skrzydło

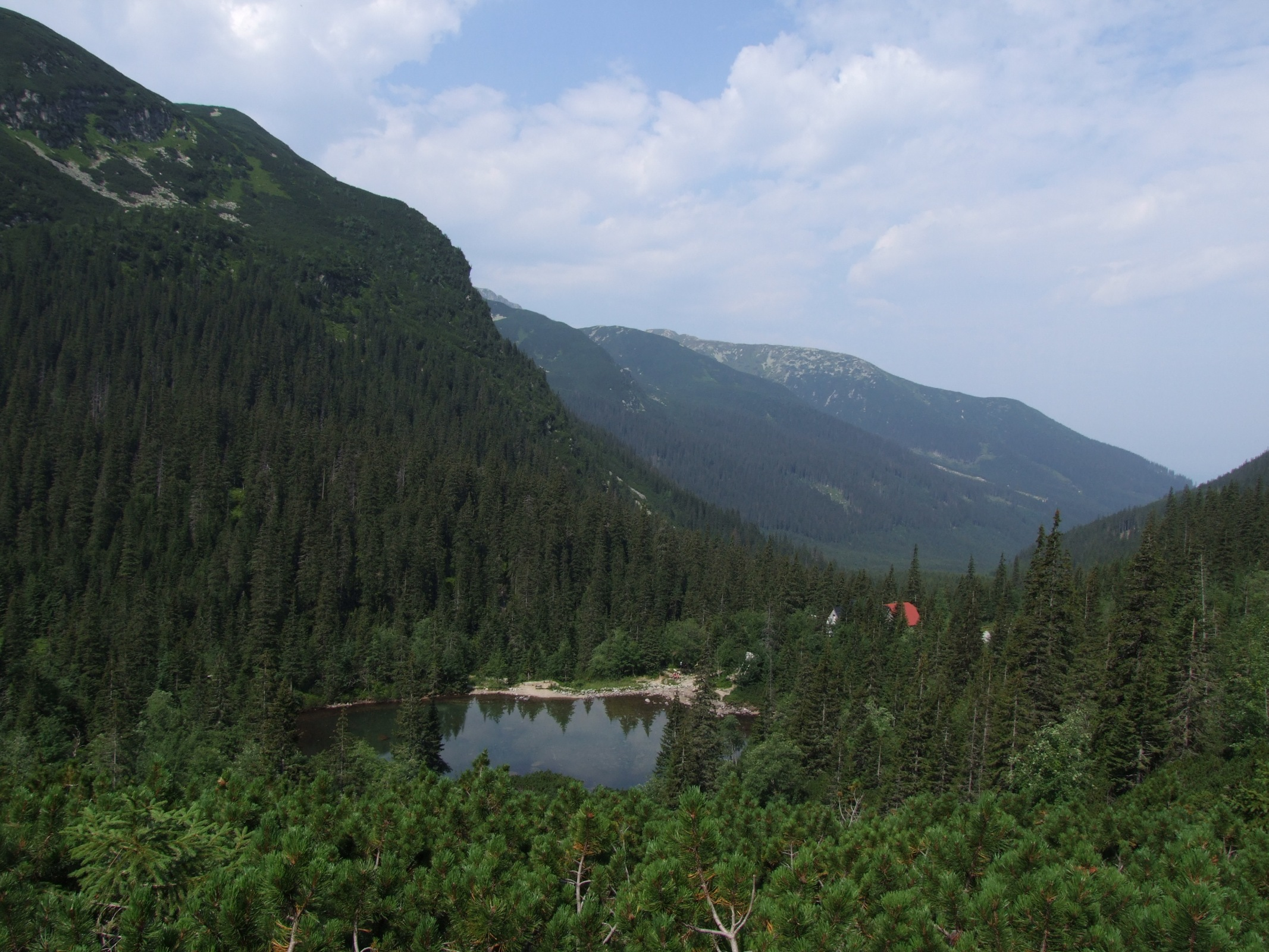
Rohacka Dolina, Czarna Młaka i Bufet Rohacki

Bufet Rohacki (słow. Ťatliakova chata) – czynne w sezonie letnim schronisko turystyczne położone na wysokości 1380 m n.p.m. (według TANAP 1350 m n.p.m.) w Dolinie Rohackiej (Roháčska dolina) w słowackich Tatrach Zachodnich. Znajduje się przy końcu asfaltowej drogi prowadzącej tą doliną (zamkniętej dla ruchu samochodowego). Czas przejścia do bufetu: do góry – 1:15 h od Zwierówki, lub 50 min od parkingu Pod Spálenou (Pod Spaloną). Obok bufetu znajdują się ławki i stoły dla turystów oraz obelisk upamiętniający Jána Ťatliaka – pioniera turystyki górskiej. Również słowacka nazwa bufetu nawiązuje do tego zasłużonego dla turystyki słowackiej działacza. Obiekt położony jest nieopodal płytkiego stawu noszącego nazwę Czarna Młaka (Ťatliakove jazero).

## Historia
Pierwsze schronisko powstało tutaj w 1883 r. dzięki staraniom piewcy Tatr, malarza i leśnika Alexiusa Demiana. Wcześniej istniały tylko starannie sklecone z kory i świerków koleby wolarskie. Schronisko to stało po przeciwnej stronie Rohackiego Potoku. Mieczysław Karłowicz tak opisywał go w 1908 r.: wybornie zbudowany mały domek o jednej izbie, zaopatrzony w ławy do spania, stół, kilka ławek i piec żelazny. W 1925 roku „Demianówka” przeszła na własność Klubu Czechosłowackich Turystów (KČST). W 1933 r. dobudowano drugi drewniany domek, tworząc Schronisko Rohackie (Chata KČST pod Roháčom) oferujące 30–40 miejsc do spania.
Staraniem Jána Ťatliaka, przewodniczącego orawskiego oddziału KČST (którego imię nosił później obiekt) w 1937 r. rozpoczęto budowę nowego schroniska, którą ukończono w roku 1941. Dwukondygnacyjne schronisko swoją architekturą nawiązywało do orawskich chałup. Obiekt posiadał oświetlenie elektryczne z własnego generatora, a w późniejszym okresie centralne ogrzewanie. Podczas II wojny światowej ukrywały się w nim liczne rodziny żydowskie a schronisko zostało spalone przez oddział niemiecki 9 grudnia 1944 r.
W latach 1946–1947 Klub Słowackich Turystów i Narciarzy (KSTL) z Dolnego Kubína pod kierunkiem Jozefa Kajana wybudował nowe schronisko na 100 miejsc noclegowych. Wyglądem przypominało ono swojego poprzednika, a jego patronem ponownie został Ján Ťatliak. Własność obiektu w 1951 r. przeszła ze zlikwidowanego KSTL na przedsiębiorstwo Interhotel. Uległo zniszczeniu 28 maja 1963 r. w wyniku pożaru, jaki wybuchł po uderzeniu pioruna. Ocalała tylko wolnostojąca, wybudowana w 1953 roku piętrowa narciarnia, w której niedługo po pożarze uruchomiono bufet turystyczny.
Dzięki włączeniu tego rejonu Tatr w 1987 r. do TANAP zrezygnowano z planów budowy gigantycznych inwestycji turystyczno-narciarskich w Dolinie Zuberskiej i Rohackiej. Nie odstąpiono jednak całkowicie od pomysłu powiększenia Bufetu Rohackiego.
W pierwszych latach XXI wieku rozpoczęto powolną rozbudowę. W 2013 roku do nieukończonego wciąż budynku dotarło czoło lawiny śnieżnej, jednak konstrukcja budynku pozostała nienaruszona. Po zakończonych w 2017 roku pracach obiekt oferuje 25 miejsc noclegowych w położonych na poddaszu pokojach. W nowym skrzydle mieszczą się jadalnia oraz toalety, a w dawnej narciarni zlokalizowano pomieszczenia pogotowia górskiego. Od czasu nowego otwarcia schronisko ponownie korzysta z nazwy Ťatliakova chata (wcześniej bývalá Ťatliakova chata czy Bufet pri Ťatliakovom jazere).

## Szlaki turystyczne
Czasy przejścia podane na podstawie mapy.
  – czerwony szlak z Zuberca obok skansenu (Muzeum Wsi Orawskiej), a dalej przez Zwierówkę i Dolinę Rohacką do Bufetu Rohackiego.
- Czas przejścia z Zuberca do Zwierówki: 2 h, z powrotem tyle samo
- Czas przejścia ze Zwierówki do bufetu: 1:30 h, z powrotem tyle samo

  – zielony z Zabratowej Przełęczy koło Bufetu Rohackiego i Rohackich Stawów przez Dolinę Spaloną na Banikowską Przełęcz i Banówkę.
- Czas przejścia z Zabratu do bufetu: 30 min, ↑ 45 min
- Czas przejścia od bufetu nad Wyżni Rohacki Staw: 1:40 h, ↓ 1:10 h
- Czas przejścia od stawu na Banikowską Przełęcz: 1:55 h, ↓ 1:25 h

  – niebieski przez Dolinę Smutną na Smutną Przełęcz. Czas przejścia: 2:10 h, ↓ 1:30 h